# Тамогами, Тосио
Тосио Тамогами (яп. 田母神 俊雄 Тамогами Тосио, род. 22 июля 1948, Tamuramachi) — офицер японских ВВС. С марта 2007 года занимал должность начальника штаба Воздушных сил самообороны Японии, в октябре 2008 года был снят с должности за публичное оправдание японской агрессии в Азии.

## Биография
В 1971 году окончил Национальную академию обороны Японии. В 1986 году получил должность подполковника, полковника в 1990, генерал-майора — в 1996 году. 28 марта 2007 года был повышен до должности генерала и назначен начальником штаба Воздушных сил самообороны Японии.

### Политическая карьера
Командор ордена «Легион почёта».